# Los Angeles Film Critics Association Award de la meilleure réalisation
Le Los Angeles Film Critics Association Award de la meilleure réalisation (Los Angeles Film Critics Association Award for Best Director) est une récompense cinématographique américaine décernée par la Los Angeles Film Critics Association depuis 1975 au cours de la cérémonie annuelle des LAFCA Awards.

## Palmarès

### Années 1970
- 1975 : Sidney Lumet pour Un après-midi de chien
- 1976 : Sidney Lumet pour Network : Main basse sur la télévision
- 1977 : Herbert Ross pour Le Tournant de la vie
- 1978 : Michael Cimino pour Voyage au bout de l'enfer
- 1979 : Robert Benton pour Kramer contre Kramer

### Années 1980
- 1980 : Roman Polanski pour Tess
- 1981 : Warren Beatty pour Reds
- 1982 : Steven Spielberg pour E.T., l'extra-terrestre
- 1983 : James L. Brooks pour Tendres Passions
- 1984 : Miloš Forman pour Amadeus
- 1985 : Terry Gilliam pour Brazil
- 1986 : David Lynch pour Blue Velvet
- 1987 : John Boorman pour Hope and Glory
- 1988 : David Cronenberg pour Faux-semblants
- 1989 : Spike Lee pour Do the Right Thing

### Années 1990
- 1990 : Martin Scorsese pour Les Affranchis
- 1991 : Barry Levinson pour Bugsy
- 1992 : Clint Eastwood pour Impitoyable
- 1993 : Jane Campion pour La Leçon de piano
- 1994 : Quentin Tarantino pour Pulp Fiction
- 1995 : Mike Figgis pour Leaving Las Vegas
- 1996 : Mike Leigh pour Secrets et Mensonges
- 1997 : Curtis Hanson pour L.A. Confidential
- 1998 : Steven Spielberg pour Il faut sauver le soldat Ryan
- 1999 : Sam Mendes pour American Beauty

### Années 2000
- 2000 : Steven Soderbergh pour Traffic et Erin Brockovich, seule contre tous
- 2001 : David Lynch pour Mulholland Drive
- 2002 : Pedro Almodóvar pour Parle avec elle
- 2003 : Peter Jackson pour Le Seigneur des anneaux : Le Retour du roi
- 2004 : Alexander Payne pour Sideways
- 2005 : Ang Lee pour Le Secret de Brokeback Mountain
- 2006 : Paul Greengrass pour Vol 93 (United 93)
  - Clint Eastwood pour Lettres d'Iwo Jima (Letters from Iwo Jima)
  - Clint Eastwood pour Mémoires de nos pères (Flags of Our Fathers)
- 2007 : Paul Thomas Anderson pour There Will Be Blood
- 2008 : Danny Boyle pour Slumdog Millionaire
- 2009 : Kathryn Bigelow pour Démineurs

### Années 2010
- 2010 : ex æquo David Fincher pour The Social Network et Olivier Assayas pour Carlos
- 2011 : Terrence Malick pour The Tree of Life
- 2012 : Paul Thomas Anderson pour The Master
- 2013 : Alfonso Cuarón pour Gravity
- 2014 : Richard Linklater pour Boyhood
- 2015 : George Miller pour Mad Max: Fury Road
- 2016 : Barry Jenkins pour Moonlight
- 2017 : ex æquo Guillermo del Toro pour La Forme de l'eau et Luca Guadagnino pour Call Me by Your Name
- 2018 : Debra Granik pour Leave No Trace
- 2019 : Bong Joon-ho pour Parasite